# Jules de Bertou
Jules Bertou, se prétendant comte de Bertou, est un explorateur, topographe, archéologue et orientaliste français, né le 30 novembre 1809 à Saint-Quentin et mort le 13 février 1881 à Angers. Il fut aussi un militant légitimiste et catholique engagé, et un défenseur de la cause des Chrétiens d'Orient au Levant.
Pionnier de l'archéologie moyen-orientale, Bertou est notamment célèbre pour avoir établi la topographie exacte de la Vallée du Jourdain dans toute sa longueur, et été un des premiers explorateurs du site de la cité antique de Tyr.

## Biographie
Fils d'un négociant d'origine belge (natif de Nivelles) établi à Saint-Quentin où il était industriel du textile sous la Restauration, Jules Bertou s'est déjà approprié l'identité aristocratique de Jules de Bertou lors du séjour qu'il effectue à Beyrouth en 1837. Il y est alors sollicité par la Société de géographie de Paris au sujet de « diverses questions sur la topographie de Tyr ».
Acceptant cette mission scientifique, il voyage en Palestine en 1838 pour y vérifier l'hypothèse d'un ancien écoulement de la mer Morte vers la mer Rouge. Au cours de ce périple, il associe les observations archéologiques aux investigations topographiques. Il se concentre d'abord sur la partie sud de la dépression du Ghor et part ainsi de Beyrouth le 2 mars 1838. Il passe à Nazareth, gagne Jérusalem et établit l'altitude de Jéricho à -273 m et celle de la mer Morte à -406 m.
À partir de Hébron, il tente, malgré l'hostilité des tribus arabes, de parcourir la dépression unissant le lac Asphaltite à Aqaba avec un jeune peintre, M. Monfort et une troupe armée. Il remonte alors la vallée de l'Oued Araba et découvre vers Gharandal un seuil de 160 m d'altitude qui sépare les eaux de l'Oued Araba s'écoulant vers le nord de celles de golfe d'Aqaba se dirigeant vers le sud.
Le 8 avril, il atteint Aqaba et y affirme, même s'il ne peut plus utiliser son baromètre brisé, que le niveau de la mer Morte est bien inférieur à celui de la mer Rouge. Il revient ensuite à Gharandal puis se rend à Pétra dont il visite les monuments avant de regagner Hébron, Jérusalem puis Beyrouth où il entre en mai 1838. Bertou se procure alors de nouveaux instruments de mesure et quitte la ville en avril 1839 pour explorer la partie nord du Ghor, des sources du Jourdain à son embouchure.
L'émir Béchir lui procure une escorte à Beiteddine pour parcourir sans problèmes le Liban jusqu'à Hasbaïa. Il traverse ainsi les vallées du Barouk et du Litani, atteint celle du Hasbani où il croit découvrir la source du Jourdain à 183 m d'altitude. Il détermine alors avec précision les mesures de la vallée et cartographie le lac de Tibériade. Il parvient sur les rives de la mer Morte début mai en passant par Beït Shéan et Souccot. Il corrige alors ses mesures de 1838 et établit Jéricho à -315 m et la mer Morte à -419 m, ce qui en fait le point le plus bas de la planète.
Bertou est ainsi un des premiers voyageurs à avoir mesuré par des observations barométriques l’altitude de la mer Morte et signalé sa profondeur inférieure au niveau de la mer. Il établit en outre le point de partage des eaux entre les affluents de la mer Morte et ceux qui se jettent dans la mer Rouge. Les résultats de ses investigations sont chaleureusement salués par le savant très réputé Jean-Antoine Letronne.
La renommée acquise par Bertou et les relations qu'il a nouées au cours de ce premier voyage attirent sur lui l'attention du gouvernement français, qui le nomme chargé de mission au Levant en 1840. Il entretient à ce titre une correspondance diplomatique avec les présidents du conseil successifs Adolphe Thiers et François Guizot. La seconde expédition qui en résulte lui permet notamment d'affiner ses prospections archéologiques sur le site de Tyr.
Correspondant de l'Académie des inscriptions et belles-lettres en archéologie, on lui doit l'étude les ruines de Zoara (Tsohar dans la Bible). Bertou démontre aussi que la plus grande partie de l'ancienne cité phénicienne de Tyr est submergée par la Méditerranée. Son étude du site de Tyr est contestée par Ernest Renan en vertu de sa propre et rapide visite sur place mais le jugement du grand philologue est démenti par les observations ultérieures, qui confirment les conclusions initiales de Bertou.
La reconnaissance de ses apports tant géographiques qu'archéologiques par les milieux scientifiques est forte : Bertou est membre de la Société de géographie, de la Société des Études Historiques, ainsi que membre de la quatrième classe de l'Institut Historique en 1841. Il s'éloigne pourtant ensuite du monde de la recherche pour fréquenter les milieux légitimistes et la mouvance catholique libérale.
Le comte de Bertou est signalé parmi les voyageurs français qui rendent visite au Comte de Chambord en exil. Il le rencontre à plusieurs reprises à Frohsdorf, Venise et Wiesbaden, et sert d'émissaire entre le prétendant et ses partisans parisiens. Ami intime du Comte de Falloux avec lequel il entretient une abondante correspondance épistolaire pendant plus de vingt ans et chez lequel il séjourne fréquemment au Bourg-d'Iré, Jules de Bertou est également un familier d'Augustin Cochin et Charles de Montalembert. Sous le Second Empire, il contribue par sa plume à la revue Le Correspondant dirigée par ce dernier.
C'est dans les colonnes de ce périodique catholique libéral qu'il fait valoir son expertise personnelle du Levant au service de la cause des chrétiens du Liban, notamment lors des tragiques événements de 1860 qui motivent une intervention armée de la France. Le 4 avril 1856 il fait partie des nombreuses personnalités invitées par Augustin Louis Cauchy et Charles Lenormant à la première réunion qui jette les bases de la fondation de L'Œuvre des Écoles d'Orient, plus connue actuellement sous le nom de L’Œuvre d’Orient. Il fut membre de son premier Conseil général à compter du 25 avril de la même année. Il contribua financièrement aux souscriptions en sa faveur et siégea au sein du Conseil général qui dirigeait l'association caritative jusqu’à sa mort en 1881.
Bertou meurt retiré au sein d'une communauté religieuse, et lègue par donation les pièces égyptiennes de sa collection d'antiquités au Musée Saint-Jean à Angers en 1881. Elles font actuellement partie du patrimoine muséographique du Logis Pincé.

## Publications
- « Voyage de l’extrémité sud de la mer Morte à la pointe nord du golfe Elanitique », Bulletin de la Société de géographie, 1838, p. 18-32.
- Description abrégée en anglais du voyage en Palestine de J. de Bertou destinée à la Royal Geographical Society de Londres, 1838.
- « Réponse aux questions de M. Poulain de Bossay sur l’emplacement de Tyr », Bulletin de la Société de géographie, janvier-juin 1839, tome onzième, p. 150-169.
- « Itinéraire de la Mer Morte à Akaba par les Wadys el-Ghor, el-Araba et el-Akaba, et retour à Hébron par Petra », Bulletin de la Société de géographie, tome onzième, janvier-juin 1839, p. 274-331.
- « Dépression de la vallée du Jourdain et du lac Asphaltite », Bulletin de la Société de géographie, tome douzième, juillet-décembre 1839, p. 113-166.
- Essai sur l'état politique des provinces de l'Empire Ottoman, administrées par Mehemed-Ali, Leleu, 1839.
- Essai sur la topographie de Tyr, mémoire lu par l'auteur à l'Académie royale des inscriptions et belles-lettres, Didot, 1843 (avec plans et cartes).
- « Lettre de M. J. de Bertou à M. Letronne sur les ruines antiques de Deir-El-Kalaah, près de Beyrout », Revue archéologique, 1846, Volume 3, p. 617-623.
- « Lettre à M. de Saulcy sur les monuments égyptiens de Nahr-el-Kelb, par le Cte de Bertou », Revue archéologique, Volume 11, 1855, p. 1-13.
- « Examen d'un nouveau voyage en Orient » [relation du voyage de Van de Velde en Syrie et Palestine en 1851-52], Le Correspondant du 25 janvier 1855.
- « De quelques moyens pratiques propres à garantir l'intégrité de l'Empire d'Orient. Les chrétiens de Syrie », Le Correspondant du 25 mai 1855, p. 161-179.
- « Les chrétiens d'Orient et les réformes du Sultan », Le Correspondant du 25 mai 1856, p. 275-294, et 25 août 1856, p. 807-832.
- « Les Massacres de Syrie », Le Correspondant, volume 50, juillet 1860, p. 601-606.
- Le mont Hor, le tombeau d'Aaron Cadès étude sur l'itinéraire des Israëlites dans le désert par le Cte de Bertou, B. Duprat, 1860, 118 pages.
- « La réorganisation du Liban », Le Correspondant du 25 juin 1861, p. 380-384.
- « L'indépendance du Mont Liban et l'avenir de l'Orient », Le Correspondant du 25 octobre 1862, p. 311-346.
- « Lettre de M. le comte de Bertou, relative à l’édicule de la place du Ralliement » (datée d’Angers le 28 novembre 1878), Mémoires de la Société nationale d'agriculture, sciences et arts d'Angers, tome vingtième, 1879, p. 196-198.
- « La topographie de Tyr », Comptes rendus des séances de l'Académie des Inscriptions et Belles-Lettres, année 1880, volume 24, numéro 4, p. 350-351.
- La topographie de Tyr d'après les derniers explorateurs [impression d’un mémoire présenté à l’Académie des inscriptions et belles-lettres], 1881, Imprimerie Nationale, 39 pages.
- Itinéraire des Israélites, carte dessinée par Edouard Desbuissons et gravée par Georges Erhard Schièble, Paris, 1860.